# Calendario internazionale femminile UCI 2017
Il calendario internazionale femminile UCI 2017 raggruppa le competizioni femminili di ciclismo su strada organizzate dall'Unione Ciclistica Internazionale nella stagione 2017 e riservate alla categoria Elite. In calendario sono inserite 65 prove nei cinque continenti, incluse 10 prove valide per i campionati continentali.

## Calendario

### Novembre 2016
| Data | Prova                                           | Cat. | Vincitrice       | Squadra        |
| ---- | ----------------------------------------------- | ---- | ---------------- | -------------- |
| 16   | KZN Summer Series Race - Queen Nandhi Challenge | 1.2  | Vita Heine       | Hitec Products |
| 17   | KZN Summer Series Race - Queen Sibiya Classic   | 1.2  | Vita Heine       | Hitec Products |
| 20   | 94.7 Cycle Challenge (2016)                     | 1.1  | Charlotte Becker | Hitec Products |

### Gennaio
| Data  | Prova                             | Cat. | Vincitrice           | Squadra     |
| ----- | --------------------------------- | ---- | -------------------- | ----------- |
| 14-17 | Santos Women's Tour               | 2.2  | Amanda Spratt        | Orica-Scott |
| 28    | Cadel Evans Great Ocean Road Race | 1.2  | Annemiek van Vleuten | Orica-Scott |

### Febbraio
| Data | Prova                                        | Cat. | Vincitrice        | Squadra      |
| ---- | -------------------------------------------- | ---- | ----------------- | ------------ |
| 16   | Campionati africani - Cronometro (2017)      | CC   | Aurelie Halbwachs | Mauritius    |
| 18   | Campionati africani - In linea (2017)        | CC   | Aurelie Halbwachs | Mauritius    |
| 25   | Omloop Het Nieuwsblad (2017)                 | 1.1  | Lucinda Brand     | Team Sunweb  |
| 26   | Omloop van het Hageland - Tielt-Winge (2017) | 1.1  | Jolien D'Hoore    | Wiggle-High5 |
| 26   | Campionati asiatici - Cronometro (2017)      | CC   | Liang Hongyu      | Cina         |
| 28   | Campionati asiatici - In linea (2017)        | CC   | Yang Qianyu       | Hong Kong    |

### Marzo
| Data | Prova                                    | Cat. | Vincitrice            | Squadra                           |
| ---- | ---------------------------------------- | ---- | --------------------- | --------------------------------- |
| 1    | Le Samyn des Dames                       | 1.2  | Sheyla Gutiérrez      | Cylance Pro Cycling               |
| 8-11 | Setmana Ciclista Valenciana              | 2.2  | Cecilie Uttrup Ludwig | Cervélo-Bigla Pro Cycling Team    |
| 9    | Campionati oceaniani - Cronometro (2017) | CC   | Lucy Kennedy          | Australia                         |
| 11   | Campionati oceaniani - In linea (2017)   | CC   | Lisen Hockings        | Australia                         |
| 12   | Drentse Acht van Westerveld              | 1.2  | Chloe Hosking         | ALÉ-Cipollini                     |
| 22   | Dwars door Vlaanderen (2017)             | 1.1  | Lotta Lepistö         | Cervélo-Bigla Pro Cycling Team    |
| 29   | Pajot Hills Classic                      | 1.2  | Annette Edmondson     | Wiggle-High5                      |
| 30-2 | Joe Martin Stage Race                    | 2.2  | Ruth Winder           | UnitedHealthcare Pro Cycling Team |

### Aprile
| Data  | Prova                                     | Cat. | Vincitrice        | Squadra                           |
| ----- | ----------------------------------------- | ---- | ----------------- | --------------------------------- |
| 3     | Grand Prix de Dottignies                  | 1.2  | Jolien D'Hoore    | Wiggle-High5                      |
| 5-9   | Healthy Ageing Tour                       | 2.2  | Ellen van Dijk    | Team Sunweb                       |
| 8-10  | The Princess Maha Chackri Sirindhon's Cup | 2.2  | Phetdarin Somrat  |                                   |
| 19-23 | Tour of the Gila                          | 2.2  | Tayler Wiles      | UnitedHealthcare Pro Cycling Team |
| 22    | Omloop van Borsele (2017)                 | 1.1  | Riejanne Markus   | WM3 Pro Cycling Team              |
| 25    | Gran Premio della Liberazione PINK        | 1.2  | Marta Bastianelli | ALÉ-Cipollini                     |
| 27-30 | Gracia-Orlová                             | 2.2  | Riejanne Markus   | WM3 Pro Cycling Team              |
| 28-30 | Festival Elsy Jacobs (2017)               | 2.1  | Christine Majerus | Boels-Dolmans Cycling Team        |
| 29    | The Women's Tour de Yorkshire Race (2017) | 1.1  | Elizabeth Deignan | Boels-Dolmans Cycling Team        |

### Maggio
| Data  | Prova                                        | Cat. | Vincitrice             | Squadra                                  |
| ----- | -------------------------------------------- | ---- | ---------------------- | ---------------------------------------- |
| 4     | Campionati panamericani - Cronometro (2017)  | CC   | Chloé Dygert           | Stati Uniti                              |
| 6     | Campionati panamericani - In linea (2017)    | CC   | Paola Muñoz            | Cile                                     |
| 7     | Trofee Maarten Wynants (2017)                | 1.1  | Marianne Vos           | WM3 Pro Cycling Team                     |
| 10-12 | Tour of Zhoushan Island                      | 2.2  | Charlotte Becker       | Hitec Products                           |
| 13    | 7-Dorpenomloop Aalburg                       | 1.2  | Marianne Vos           | WM3 Pro Cycling Team                     |
| 14    | Dwars door de Westhoek (2017)                | 1.1  | Valentina Scandolara   | WM3 Pro Cycling Team                     |
| 16    | Durango-Durango Emakumeen Saria              | 1.2  | Annemiek van Vleuten   | Orica-Scott                              |
| 17-21 | Emakumeen Bira (2017)                        | 2.1  | Ashleigh Moolman-Pasio | Cervélo-Bigla Pro Cycling Team           |
| 19    | Chrono de Gatineau (2017)                    | 1.1  | Lauren Stephens        | Team Tibco-Silicon Valley Bank           |
| 20    | Grand Prix Cycliste de Gatineau (2017)       | 1.1  | Leah Kirchmann         | Team Sunweb                              |
| 20    | Omloop van de IJsseldelta                    | 1.2  | Nina Buysman           | Parkhotel Valkenburg-Destil Cycling Team |
| 21    | Grand Prix Cham-Hagendorn                    | 1.2  | Sarah Roy              | Orica-Scott                              |
| 26    | La Classique Morbihan (2017)                 | 1.1  | Ashleigh Moolman-Pasio | Cervélo-Bigla Pro Cycling Team           |
| 27    | Horizon Park Women Challenge                 | 1.2  | Alžběta Pavlendová     |                                          |
| 27    | Grand Prix de Plumelec-Morbihan Dames (2017) | 1.1  | Ashleigh Moolman-Pasio | Cervélo-Bigla Pro Cycling Team           |
| 28    | VR Women ITT                                 | 1.2  | Hanna Solovej          | Parkhotel Valkenburg-Destil Cycling Team |
| 28    | Gooik-Geraardsbergen-Gooik (2017)            | 1.1  | Marianne Vos           | WM3 Pro Cycling Team                     |
| 29    | Winston-Salem Cycling Classic (2017)         | 1.1  | Lauren Stephens        | Team Tibco-Silicon Valley Bank           |

### Giugno
| Data | Prova                                        | Cat. | Vincitrice       | Squadra        |
| ---- | -------------------------------------------- | ---- | ---------------- | -------------- |
| 9    | Ljubljana-Domžale-Ljubljana TT               | 1.2  | Ann-Sophie Duyck | Drops          |
| 11   | Flanders Diamond Tour (2017)                 | 1.1  | Nina Kessler     | Hitec Products |
| 17   | Giro del Trentino Alto Adige/Südtirol (2017) | 1.1  | Nikola Nosková   | BePink-Cogeas  |

### Luglio
| Data  | Prova                                                | Cat. | Vincitrice     | Squadra                           |
| ----- | ---------------------------------------------------- | ---- | -------------- | --------------------------------- |
| 6-9   | Tour de Feminin-O cenu Českého Švýcarska             | 2.2  | Ruth Winder    | UnitedHealthcare Pro Cycling Team |
| 9     | White Spot/Delta Road Race                           | 1.2  | Kendall Ryan   | Team Tibco-Silicon Valley Bank    |
| 12-18 | Internationale Thüringen Rundfahrt der Frauen (2017) | 2.1  | Lisa Brennauer | Canyon-SRAM Racing                |
| 13-16 | BeNe Ladies Tour (2017)                              | 2.1  | Marianne Vos   | WM3 Pro Cycling Team              |
| 19-23 | Cascade Cycling Classic                              | 2.2  | Allie Dragoo   | ShoAir Twenty20                   |
| 26-30 | Vuelta Femenina Internacional a Costa Rica           | 2.2  | Arlenis Sierra | Astana Women's Team               |

### Agosto
| Data | Prova                                  | Cat. | Vincitrice     | Squadra     |
| ---- | -------------------------------------- | ---- | -------------- | ----------- |
| 3    | Campionati europei - Cronometro (2017) | CC   | Ellen van Dijk | Paesi Bassi |
| 5    | Campionati europei - In linea (2017)   | CC   | Marianne Vos   | Paesi Bassi |
| 5    | Erondegemse Pijl - Erpe-Mere           | 1.2  | Julia Soek     | Team Sunweb |

### Settembre
| Data | Prova                                            | Cat. | Vincitrice             | Squadra                        |
| ---- | ------------------------------------------------ | ---- | ---------------------- | ------------------------------ |
| 5-10 | Tour Cycliste Féminin International de l'Ardèche | 2.2  | Lucy Kennedy           | Australia                      |
| 5-8  | Belgium Tour (2017)                              | 2.1  | Anouska Koster         | WM3 Pro Cycling Team           |
| 8-10 | Premondiale Giro Toscana Int. Femminile          | 2.2  | Ashleigh Moolman-Pasio | Cervélo-Bigla Pro Cycling Team |
| 30   | Giro dell'Emilia Internazionale Donne (2017)     | 1.1  | Tatiana Guderzo        | Hitec Products                 |

### Ottobre
| Data | Prova                                                  | Cat. | Vincitrice              | Squadra       |
| ---- | ------------------------------------------------------ | ---- | ----------------------- | ------------- |
| 1    | Gran Premio Bruno Beghelli Internazionale Donne (2017) | 1.1  | Marta Bastianelli       | ALÉ-Cipollini |
| 15   | Chrono des Nations (2017)                              | 1.1  | Audrey Cordon-Ragot     | Wiggle-High5  |
| 24   | Tour of Guangxi Women’s Elite World Challenge (2017)   | 1.1  | Maria Vittoria Sperotto | BePink-Cogeas |

## Classifiche finali
Dati aggiornati al 31 dicembre 2017.
| Pos. | Corridore            | Squadra       | Punti |
| ---- | -------------------- | ------------- | ----- |
| 1    | Annemiek van Vleuten | Orica-Scott   | 1 475 |
| 2    | Anna van der Breggen | Boels-Dolmans | 1 252 |
| 3    | Marianne Vos         | WM3           | 1 012 |
| 4    | Ellen van Dijk       | Team Sunweb   | 1 003 |
| 5    | Katarzyna Niewiadoma | WM3           | 999   |
| 6    | Coryn Rivera         | Team Sunweb   | 951   |
| 7    | Jolien D'Hoore       | Wiggle-High5  | 934   |
| 8    | Ashleigh Moolman-P.  | Cervélo       | 766   |
| 9    | Elizabeth Deignan    | Boels-Dolmans | 713   |
| 10   | Elisa Longo Borghini | Wiggle-High5  | 711   |

| Pos. | Squadra                        | Punti |
| ---- | ------------------------------ | ----- |
| 1    | Boels-Dolmans Cycling Team     | 3 368 |
| 2    | Team Sunweb                    | 3 050 |
| 3    | Orica-Scott                    | 2 705 |
| 4    | WM3 Pro Cycling Team           | 2 412 |
| 5    | Cervélo-Bigla Pro Cycling Team | 2 334 |
| 6    | Wiggle-High5                   | 2 287 |
| 7    | Canyon-SRAM Racing             | 1 814 |
| 8    | ALÉ-Cipollini                  | 1 471 |
| 9    | BTC City Ljubljana             | 1 092 |
| 10   | Cylance Pro Cycling            | 1 051 |

| Pos. | Nazione       | Punti |
| ---- | ------------- | ----- |
| 1    | Paesi Bassi   | 5 398 |
| 2    | Stati Uniti   | 2 545 |
| 3    | Italia        | 2 396 |
| 4    | Australia     | 2 260 |
| 5    | Gran Bretagna | 1 672 |
| 6    | Polonia       | 1 639 |
| 7    | Belgio        | 1 602 |
| 8    | Germania      | 1 163 |
| 9    | Danimarca     | 1 155 |
| 10   | Francia       | 1 061 |